# Collinsia probata
Collinsia probata là một loài nhện trong họ Linyphiidae.
Loài này thuộc chi Collinsia. Collinsia probata được Octavius Pickard-Cambridge miêu tả năm 1874.